# Heinrich Matthaei
Johann Heinrich Matthaei est un biochimiste allemand né le 4 mai 1929 à Bonn et mort le 7 juillet 2025 à Göttingen, célèbre pour l'établissement du code génétique avec Marshall Nirenberg.
Il est membre de la Société Max-Planck de Göttingen après celle de Tübingen.

## Travaux
Matthaei, avec Marshall Nirenberg, a établi le code génétique, c'est-à-dire le code de correspondance entre la séquence polynucléotidique d'un gène et la séquence polypeptidique de la protéine associée. Pour ce faire, il a synthétisé des molécules d'ARNm avec une séquence donnée et les a placées dans des cellules avec des acides aminés donnés.
La première expérience, effectuée le 27 mai 1961, a montré qu'un ARNm poly-U, c'est-à-dire composé d'uracile uniquement, était traduit par une protéine composée de phénylalanine uniquement.

## Publications
- (de) Heinrich Matthaei, Die biochemische Analyse des Genetischen Code, Göttingen, novembre 1966, 46 p.[2]

- (de) Heinrich Mathhaei sur le site de la DNB